# Spy × Family (mùa 1)
Mùa đầu tiên của loạt phim anime truyền hình  Spy × Family được sản xuất bởi Wit Studio và CloverWorks, do Kazuhiro Furuhashi đạo diễn, với thiết kế nhân vật của Kazuaki Shimada trong khi Kazuaki Shimada và Kyoji Asano là giám đốc hoạt hình. Âm nhạc được sáng tác và sản xuất bởi (K)now Name. Bộ anime này được công bố lần đầu tiên vào tháng 10 năm 2021. Bộ phim kể về điệp viên bậc thầy Twilight, dưới bí danh của bác sĩ tâm thần Loid Forger, và xây dựng một gia đình giả nhằm điều tra nhà lãnh đạo chính trị Donovan Desmond, gia đình của anh bao gồm cô con gái Anya, một nhà ngoại cảm, vợ anh ta là Yor, một sát thủ có biệt danh là Công chúa Gai.
Bộ phim được cấp phép phát trực tuyến bởi Crunchyroll bên ngoài khu vực Châu Á. Còn tại các nước khu vực Nam Á và Đông Nam Á, bộ phim được phân phối bởi Muse Communications.

## Các tập
| Phần 1 |    | |                                   |                                     |                                   |                      |      |
| 1 | 1  | "Chiến dịch Strix" Chuyển ngữ: "Operēshon <Sutorikusu>" (tiếng Nhật: オペレーション〈梟〉) | Kazuhiro Furuhashi                | Tomomi Kawaguchi                    | Kazuhiro Furuhashi                | 9 tháng 4 năm 2022   | 3.1% |
| Để giảm bớt căng thẳng giữa Westalis và Ostania, Westalis Intelligence (WISE) giao cho đặc vụ "Twilight" nhiệm vụ thành lập một gia đình ở Ostania nhằm tiếp cận Donovan Desmond, lãnh đạo Đảng Thống nhất Quốc gia của Ostania. Để làm được điều này, anh ta sẽ cần phải làm cho "đứa con" của mình vào được Học viện Eden, nơi anh ta có thể tiếp cận Donovan một cách an toàn tại một sự kiện. Twilight, dưới danh tính của Loid Forger, đã nhận nuôi Anya, cô bé là người có khả năng ngoại cảm. Khi Loid đi vắng, Anya vô tình tiết lộ vị trí của mình khi gửi mật mã cho Edgar, bộ trưởng ở Ostania và sau đó cô bé bị bắt cóc. Loid giải cứu Anya và buộc Edgar phải rút lui. Sau khi vượt qua kỳ thi tuyển sinh, cả hai được thông báo rằng bắt đầu giai đoạn hai của chiến dịch để được nhận vào Học viện Eden là buổi phỏng vấn chính thức với sự có mặt của cả phụ huynh. |    | |                                   |                                     |                                   |                      |      |
| 2 | 2  | "Kiếm vai người vợ nào" Chuyển ngữ: "Tsuma-yaku o Kakuho Seyo" (tiếng Nhật: 妻役を確保せよ) | Takahiro Harada                   | Rino Yamazaki                       | Kazuhiro Furuhashi                | 16 tháng 4 năm 2022  | 2.7% |
| Yor Briar, thư ký tại Tòa thị chính Berlint, bị đồng nghiệp tẩy chay vì độc thân, dẫn đến lo sợ công việc sát thủ bí mật của cô sẽ bị bại lộ vì bị đồn đoán là gián điệp. Tại một tiệm may, Loid và Yor gặp nhau và họ đồng ý hợp tác vì những lý do của bản thân. Tuy nhiên, vào đêm Loid được cho là sẽ tham dự một bữa tiệc với Yor, một nhiệm vụ phụ khiến anh đến muộn và anh vô tình giới thiệu mình là chồng của cô. Sau khi họ rời đi, họ bị truy bắt bởi những kẻ truy đuổi từ nhiệm vụ trước đó của anh. Yor, khi nhận ra mối quan hệ hợp tác của họ có lợi như thế nào đối với công việc sát thủ của cô, đã hỏi liệu họ có thể tiếp tục giả vờ như đã kết hôn hay không. Loid đồng ý, dùng chốt lựu đạn làm nhẫn khi ngỏ lời thề của họ. |    | |                                   |                                     |                                   |                      |      |
| 3 | 3  | "Đối phó với kỳ thi nào" Chuyển ngữ: "Juken Taisaku o Seyo" (tiếng Nhật: 受験対策をせよ) | Takashi Katagiri                  | Daishirō Tanimura                   | Kazuhiro Furuhashi                | 23 tháng 4 năm 2022  | N/A  |
| Hiện đã kết hôn hợp pháp, Yor chuyển đến sống cùng Loid và Anya. Vì Anya và Yor thất bại trong lần phỏng vấn thử, Loid đề nghị một chuyến đi chơi gia đình với nhiều hoạt động khác nhau để họ hiểu rõ hơn về cuộc sống của một gia đình thượng lưu là như thế nào. Khi trở nên đau khổ vì mất niềm tin vào sự thành công của nhiệm vụ, Yor đưa cả gia đình đến công viên để thư giãn. Ở đó, họ chứng kiến một tên trộm đang cướp ví của một cụ già. Sau đó Loid, với sự giúp đỡ của Yor và Anya, bắt được anh ta, bà lão nhận thấy rằng Gia đình Forger thực sự là một gia đình tuyệt vời. Đêm đó, Loid thực hiện một cuộc phỏng vấn thử khác với kết quả tốt hơn và tự trấn an mình rằng nếu họ có thể khiến cụ già nghĩ rằng họ là một gia đình thì nhiệm vụ vẫn còn cơ hội. |    | |                                   |                                     |                                   |                      |      |
| 4 | 4  | "Bài thi phỏng vấn của trường danh tiếng" Chuyển ngữ: "Meimonkō Mensetsu Shiken" (tiếng Nhật: 名門校面接試験) | Kento Matsui                      | Rino Yamazaki                       | Tatsuyuki Nagai                   | 30 tháng 4 năm 2022  | N/A  |
| As the Forgers arrive at Eden Academy for the interview, they impress Henry Henderson, one of the Housemasters, as they overcome multiple screening efforts, including stopping an accidental stampede from the school's farm animals. During the interview with the Housemasters, they give satisfactory answers, but Murdoch Swan, a divorcé, deliberately tries to taunt and fail them. With the family enraged and upset, Loid ends the interview. After the Forgers leave, Henderson punches Swan in defense of the Forgers. At home, Loid is certain that they have failed the interview but agrees to leave the rest to luck with Yor and Anya's reassurance. |    | |                                   |                                     |                                   |                      |      |
| 5 | 5  | "Đỗ hay trượt đây" Chuyển ngữ: "Gōhi no Yukue" (tiếng Nhật: 合否の行方) | Kenji Takahashi                   | Tomomi Kawaguchi                    | Shinsaku Sasaki                   | 7 tháng 5 năm 2022   | 2.7% |
| Despite failing the interview, Anya is first on the waiting list, thanks to Henderson's intervention, and is accepted into Eden Academy three days later. While celebrating Anya's acceptance with Franky, a drunken Franky spurs Anya into requesting Loid to reenact a rescue scene from her favorite cartoon, Spy Wars as a reward. To satisfy her demands, Loid uses WISE's resources to rent a castle and drafts his fellow agents in her reenactment games. After passing through all obstacles and having a fight with a drunken Yor, Loid "rescues" Anya, with Anya promising to do her best at school for Loid's sake. |    | |                                   |                                     |                                   |                      |      |
| 6 | 6  | "Chiến dịch kết thân" Chuyển ngữ: "Nakayoshi Sakusen" (tiếng Nhật: ナカヨシ作戦) | Yōsuke Yamamoto                   | Daishirō Tanimura                   | Yōsuke Yamamoto                   | 14 tháng 5 năm 2022  | 2.6% |
| WISE's second phase of Operation Strix involves making Anya an Imperial Scholar to infiltrate the school's gathering and reach Donovan. To do so, Anya must earn eight Stella Stars, while avoiding receiving eight Tonitrus Bolts, which is equivalent to an expulsion. While shopping, Yor saves Anya from being kidnapped and agrees to teach her self-defense. On the orientation day, Loid secretly arranges for Anya to be in the same class as Damian Desmond, Donovan's second son, as an alternate plan to get her to befriend him. However, during the school tour, Damian's constant bullying towards Anya leads to her punching him. This earns Anya a Tonitrus Bolt and sours her relationship with Damian, spoiling both of Loid's plans. |    | |                                   |                                     |                                   |                      |      |
| 7 | 7  | "Mục tiêu là con trai thứ" Chuyển ngữ: "Tāgetto no Jinan" (tiếng Nhật: 標的の次男) | Kazuki Horiguchi                  | Tomomi Kawaguchi                    | Kazuhiro Furuhashi                | 21 tháng 5 năm 2022  | 2.5% |
| Loid continuously pressures Anya to apologize to Damian, despite her new friend, Becky Blackbell, discouraging her. Once Anya is able to do so when Becky is away, Damian realizes he's started to develop feelings for her, but rejects her apology out of embarrassment. Believing his second plan to have failed, Loid urges Anya to study per WISE's original plan, overwhelming her. Yor helps Loid realize he had been pressuring Anya too much, and when he goes to check on her, he notices that she had fallen asleep while studying. As Loid questions how it feels to have a family, elsewhere, Yuri Briar, Yor's brother, learns of his sister's marriage. |    | |                                   |                                     |                                   |                      |      |
| 8 | 8  | "Chiến dịch ngụy trang đối phó cảnh sát mật" Chuyển ngữ: "Taihimitsu Keisatsu Gisō Sakusen" (tiếng Nhật: 対秘密警察偽装作戦) | Yukiko Imai                       | Rino Yamazaki                       | Yukiko Imai                       | 28 tháng 5 năm 2022  | 2.8% |
| In the evening of the next day, Yuri, who secretly works for the Ostanian State Security Service (SSS), visits Yor after interrogating a WISE informant from within the City Council. Yuri, who is heavily attached to Yor and finds it hard to accept her marriage, barrages Loid with questions in the hope of catching him off-guard. Realizing that Yuri is using a conversation template by the Ostanian Intelligence Agency, Loid deduces that he is a member of the SSS. An inebriated Yuri then requests that the couple kiss in front of him after seeing them act uncomfortable from touching hands, threatening to annul their marriage if they fail to do so. |    | |                                   |                                     |                                   |                      |      |
| 9 | 9  | "Thể hiện tình yêu thăm thiết nào" Chuyển ngữ: "Rabu Rabu o Misetsukeyo" (tiếng Nhật: ラブラブを見せつけよ) | Takashi Katagiri                  | Honoka Katō                         | Takashi Katagiri                  | 4 tháng 6 năm 2022   | 2.7% |
| Yuri attempts to stop the kiss after having second thoughts and receives a slap from a drunk and embarrassed Yor. Ultimately, Yuri refuses to accept the marriage, albeit recognizing Loid's good nature. Loid begins to suspect Yor having connection with the SSS, while Yor is insecure about her incompetence as a wife. The next day, Loid follows Yor and disguises himself and Franky as SSS officers to extract information from her, but she conclusively clears their doubt. Loid later meets Yor on the way home and advises her to stay true to herself without fretting about her wife façade. A relieved Yor then expresses her happiness and appreciation for being Loid's partner. |    | |                                   |                                     |                                   |                      |      |
| 10 | 10 | "Chiến dịch lớn Bóng Né" Chuyển ngữ: "Dojjibōru Daisakusen" (tiếng Nhật: ドッジボール大作戦) | Kenji Takahashi                   | Daishirō Tanimura                   | Kenji Takahashi                   | 11 tháng 6 năm 2022  | 2.8% |
| Both Anya and Damian hear a rumor about a Stella Star being given to the most valuable player in the upcoming dodgeball tournament. On the day of the tournament, Anya and Damian's class face against the athletically gifted Bill Watkins, who eliminates everyone except for them. Damian sacrifices his chance of winning a Stella Star to protect Anya. As the last standing player, Anya uses her training from Yor to make the last throw but fails, losing the game. In the end, the rumor turns out to be false, while Anya and Damian's relationship sees little improvement. |    | |                                   |                                     |                                   |                      |      |
| 11 | 11 | "Ngôi sao" Chuyển ngữ: "<Sutera>" (tiếng Nhật: 〈星〉) | Toshifumi Akai                    | Rino Yamazaki                       | Toshifumi Akai                    | 18 tháng 6 năm 2022  | 3.0% |
| Loid takes Anya to volunteer at a hospital, hoping to earn Stella Stars through community service. However, her poor performance angers the staff and gets them dismissed. By chance, Anya detects a drowning patient's distressing thoughts and rushes to save him, ultimately earning her the first Stella Star. At Eden Academy, her classmates spread false rumors about her deeds although Damian publicly defends her integrity. Listening to Becky and planning to get close to Damian, Anya asks her parents for a dog, to which they agree. Elsewhere, a genetically altered white dog suddenly visualizes the Forgers in his mind. |    | |                                   |                                     |                                   |                      |      |
| 12 | 12 | "Công viên chim cánh cụt" Chuyển ngữ: "Pengin Pāku" (tiếng Nhật: ペンギンパーク) | Tomoya Kitagawa                   | Daishirō Tanimura                   | Tomoya Kitagawa, Daiki Harashina  | 25 tháng 6 năm 2022  | 3.1% |
| After working tirelessly on extra side missions, Loid takes Anya and Yor to Berlint Aquarium to convince his neighbors that they are a happy family. However, while there, he is forced to undertake another mission of retrieving a microfilm containing chemical weapon plans that is being smuggled through a penguin. Anya secretly helps Loid locate the microfilm-carrying penguin, and tricks Yor into apprehending the recipient. Successfully retrieving the microfilm and appeasing his neighbors, Loid gives Anya a penguin plushie. Sometime later at home, Anya roleplays a spy mission with her toys. After Loid and Yor reprimand her for attempting to enter their rooms, they are forced to play along to cheer her up. |    | |                                   |                                     |                                   |                      |      |
| Phần 2 |    | |                                   |                                     |                                   |                      |      |
| 13 | 13 | "Dự án Trái Táo" Chuyển ngữ: "Purojekuto <Appuru>" (tiếng Nhật: プロジェクト〈アップル〉) | Yūsuke Kubo                       | Honoka Katō                         | Yūsuke Kubo                       | 1 tháng 10 năm 2022  | 3.6% |
| While purchasing a dog for Anya, Loid is called away to an urgent mission to stop a terrorist group of Ostanian students, led by Keith Kepler, who plan to use dogs as bomb carriers to assassinate Westalian Foreign Minister Brantz. Meanwhile at an animal adoption fair, Anya reads into the mind of a white dog and receives a vision of her family. Intrigued, she follows the dog alone and ends up in the terrorists' hideout. The dog helps her escape, and Anya realizes that he can predict the future. Keith corners them, but Yor intervenes, believing him to be a child trafficker. |    | |                                   |                                     |                                   |                      |      |
| 14 | 14 | "Vô hiệu hóa bom hẹn giờ" Chuyển ngữ: "Jigen Bakudan o Kaijo Seyo" (tiếng Nhật: 時限爆弾を解除せよ) | Takahiro Harada                   | Tomomi Kawaguchi                    | Takahiro Miura                    | 8 tháng 10 năm 2022  | 2.6% |
| Keith is forced to flee, and as WISE arrests the other students, he takes the last bomb dog and rigs his last hideout's door with a bomb. Anya learns through the dog's future vision that Loid will die from it. Running away from Yor, they arrive at the bomb location and prevent his death by writing a warning outside. Afterwards, Loid disguises himself as Minister Brantz, cutting loose from the Secret Police by car and tricking Keith into following him toward the river. During the chase, Keith releases the bomb dog after Loid, beginning their confrontation. |    | |                                   |                                     |                                   |                      |      |
| 15 | 15 | "Thành viên mới của gia đình" Chuyển ngữ: "Atarashii Kazoku" (tiếng Nhật: 新しい家族) | Kenji Takahashi                   | Daishirō Tanimura                   | Takeyoshi Akane, Takashi Katagiri | 15 tháng 10 năm 2022 | 3.3% |
| Loid manages to lock the bomb dog in a dumpster and throw the bomb into the river where it explodes harmlessly. Keith flees the scene but crashes his car by a kick from Yor, who is looking for Anya. With the terrorism incident resolved, Loid returns to his family, and they decide to adopt the white dog with Sylvia's approval. The next day, Anya fails to impress Damian with her new dog. Noticing the similarities in appearances and actions between the dog and her favorite fictional hero Bondman, Anya decides to name the new Forger family member "Bond". |    | |                                   |                                     |                                   |                      |      |
| 16 | 16 | "Bếp ăn của Yor" Chuyển ngữ: "Yoruzu Kitchin" (tiếng Nhật: ヨル's キッチン)"Đại chiến dịch tình ái của dân buôn tin" Chuyển ngữ: "Jōhō-ya no Ren'ai Dai Sakusen" (tiếng Nhật: 情報屋の恋愛大作戦)                                                              | Haruka Tsuzuki                    | Honoka Katō                         | Haruka Tsuzuki                    | 22 tháng 10 năm 2022 | 2.6% |
| "Bếp ăn của Yor": Worried about losing her family, Yor seeks help from Camilla to improve her cooking and learns how to cook a stew from her childhood. However, after cooking for Loid and Anya, Yor realizes she has grown fond of them. "Đại chiến dịch tình ái của dân buôn tin": Franky falls in love and requests Loid's help. Despite rehearsing his confession, he is rejected and Loid cheers him up at the bar, reminding him that they cannot have relationships anyway due to the nature of their profession. |    | |                                   |                                     |                                   |                      |      |
| 17 | 17 | "Thực thi chiến dịch Điểu Sư" Chuyển ngữ: "Gurihon Sakusen o Kekkō Seyo" (tiếng Nhật: ぐりほんさくせんを決行せよ)"Quý bà thép" Chuyển ngữ: "<Furumetaru Redi>" (tiếng Nhật: 〈鋼鉄の淑女〉)"Cơm chiên trứng♡" Chuyển ngữ: "Omuraisu" (tiếng Nhật: オムライス♡) | Shū Honma                         | Honoka Katō                         | Shinsaku Sasaki                   | 29 tháng 10 năm 2022 | N/A  |
| "Thực thi chiến dịch Điểu Sư": When Anya fails to connect with Damian through Bond, she schemes to win his favor by helping him during the arts and crafts contest, which he hopes to win to impress his father. Anya turns Damian's griffin sculpture into a disaster, but he ends up winning first prize. "Quý bà thép": Sylvia's daily life as a spy is shown as she evades the SSS to meet with Twilight and discuss Operation Strix. "Cơm chiên trứng♡": In a post-credits' scene, a flashback of Yor cooking for Yuri explains how Yuri has gained a durable constitution. |    | |                                   |                                     |                                   |                      |      |
| 18 | 18 | "Nhờ cậu làm gia sư" Chuyển ngữ: "Kateikyōshi no Oji" (tiếng Nhật: 家庭教師の叔父)"Rạng đông" Chuyển ngữ: "<Shinonome>" (tiếng Nhật: 〈東雲〉) | Ryō Kodama                        | Daishirō Tanimura                   | Ryō Kodama                        | 5 tháng 11 năm 2022  | 2.8% |
| "Nhờ cậu làm gia sư": Anya realizes her midterm exams take place during the new moon, when her telepathy doesn't work, and she cannot cheat. Yor invites Yuri to tutor her, and while they make no progress, Anya becomes inspired to study to help Loid with his missions. "Rạng đông": Nervous about Anya's exam results, Loid sneaks into the school's vault to alter her answers. At the same time, he encounters an amateur spy named Daybreak who is trying to sabotage the Desmond brothers' answers. Loid secretly undoes Daybreak's sabotage and notices that Anya had barely passed on her own. |    | |                                   |                                     |                                   |                      |      |
| 19 | 19 | "Kế hoạch phục thù Desmond" Chuyển ngữ: "Dezumondo e no Fukushū Keikaku" (tiếng Nhật: デズモンドへの復讐計画)"Mẹ, hóa thành gió" Chuyển ngữ: "Haha, Kaze ni Naru" (tiếng Nhật: 母、風になる)                                                                   | Hidekazu Hara                     | Rino Yamazaki, Ayumu Hisao          | Hidekazu Hara                     | 12 tháng 11 năm 2022 | 2.5% |
| "Kế hoạch phục thù Desmond": Anya foils George Glooman's plans to get Damian expelled as revenge for putting his family's company out of business. After gaining sympathy from his classmates, they send him off with a heartfelt farewell. At night, George learns that his family's company is not closing and returns to school the next day, embarrassed. "Mẹ, hóa thành gió": After sending Anya off to school, Yor realizes she left her gym clothes behind and rushes off to the school, only to find out there is no gym class on that day. Loid meets Yor and decides to invite her to lunch to improve her mood. |    | |                                   |                                     |                                   |                      |      |
| 20 | 20 | "Điều tra bệnh viện đa khoa" Chuyển ngữ: "Sōgō Byōin o Chōsa Seyo" (tiếng Nhật: 総合病院を調査せよ)"Giải mật mã khó" Chuyển ngữ: "Nankai na Angō o Kaidoku Seyo" (tiếng Nhật: 難解な暗号を解読せよ)                                                            | Yukiko Imai                       | Rino Yamazaki, Ayumu Hisao          | Yukiko Imai                       | 19 tháng 11 năm 2022 | 2.4% |
| "Điều tra bệnh viện đa khoa": For a school report on a career she is interested in, Anya accompanies Loid to learn about his cover job as a psychiatrist. While Loid is away meeting with a WISE agent, Anya sneaks into Loid's secret escape tunnel in his office and accidentally scares the other doctors. Anya then gives her report to the class, misleadingly painting Loid's work in a bad image. "Giải mật mã khó": Inspired by an episode of Spy Wars, Anya creates a secret code that tells whoever decodes it to meet her at a bridge at 08:00 on Saturday and passes it to all her friends. Franky, believing it to be a secret love letter, comes to the bridge while Anya sleeps through her alarm. |    | |                                   |                                     |                                   |                      |      |
| 21 | 21 | "Nightfall <Hoàng hôn>" Chuyển ngữ: "<Tobari>" (tiếng Nhật: 〈夜帷〉)"Lần đầu ghen tuông" Chuyển ngữ: "Hajimete no Shitto" (tiếng Nhật: はじめての嫉妬) | Teruyuki Ōmine                    | Tomomi Kawaguchi, Daishirō Tanimura | Teruyuki Ōmine                    | 26 tháng 11 năm 2022 | 2.4% |
| "Nightfall <Hoàng hôn>": Nightfall, a WISE agent under the alias Fiona Frost, visits the Forgers to notify Loid that they will be working together for their next mission. Fiona also comes with the intention of replacing Yor because she is secretly in love with Loid. However, after realizing that Loid is genuinely happy with Yor and Anya, she goes home dejectedly. "Lần đầu ghen tuông": Bond becomes jealous of Anya's stuffed penguin and destroys it, upsetting her. Loid repairs it and convinces Anya to forgive Bond. |    | |                                   |                                     |                                   |                      |      |
| 22 | 22 | "Giải quần vợt Campbelldon dưới mặt đất" Chuyển ngữ: "Chika Tenisu Taikai Kyanberuton" (tiếng Nhật: 地下テニス大会 キャンベルトン) | Takahiro Harada                   | Honoka Katō                         | Takahiro Miura                    | 3 tháng 12 năm 2022  | N/A  |
| Loid and Fiona disguise as a married couple and participate in an underground tennis tournament hosted by Cavi Campbell in order to win a painting that contains the location of a dossier, whose contents if revealed might reignite the war. Fiona wants to use this chance to show Loid how capable she is, in order to replace Yor's role in Operation Strix. They defeat all of their opponents and reach the finals against Campbell's children; however, Campbell rigs the tournament to give his children the advantage. Meanwhile, Yor is worried about the relationship between her husband and Fiona. |    | |                                   |                                     |                                   |                      |      |
| 23 | 23 | "Quỹ đạo bất biến" Chuyển ngữ: "Yuruganu Kidō" (tiếng Nhật: 揺るがぬ軌道) | Kenji Takahashi, Kazuki Horiguchi | Tomomi Kawaguchi                    | Mari Motohashi                    | 10 tháng 12 năm 2022 | 2.2% |
| Loid and Fiona overcome all of the cheating tricks the Campbells throw at them and win the tournament. Afterwards, the pair cleverly switch and steal the targeted painting before the SSS' arrival. By chance, they meet Yor, Anya and Bond at the park, when Fiona promptly challenges Yor to a tennis match, wanting to prove she is worthier than Yor. However, Yor, thanks to her inhuman strength, completely demolishes Fiona, nevertheless this incident still leaves Yor unhappy and troubled. A week later, Loid learns much to his confusion that the "warmonger dossier" is just a misunderstanding. |    | |                                   |                                     |                                   |                      |      |
| 24 | 24 | "Vai người mẹ và vai người vợ" Chuyển ngữ: "Haha-yaku to Tsuma-yaku" (tiếng Nhật: 母役と妻役)"Bạn bè và đi mua sắm" Chuyển ngữ: "Tomodachi to Kaimono" (tiếng Nhật: ともだちとかいもの)                                                                        | Yōsuke Yamamoto, Tsurumi Mukōyama | Honoka Katō                         | Miyuki Kuroki                     | 17 tháng 12 năm 2022 | 2.1% |
| "Vai người mẹ và vai người vợ": Yor believes that Loid will replace her with Fiona, raising rumors and worrying Loid, who immediately arranges a date to clear the issue. The date ends when Loid attempts to seduce a drunk Yor, she knocks him out in panic. They later have a talk, where Loid reassures Yor about their marriage, making clear that he is not going to replace her, and the two of them reconcile. "Bạn bè và đi mua sắm": Becky takes Anya to go shopping at an exclusive high-class shopping mall for Anya to get Damian's attention. Becky goes on a shopping spree, whereas Anya only gets a matching set of keychains and gifts one to Becky to commemorate the day, making Becky very happy. Becky's butler, Martha, is glad that the once haughty and unsociable Becky has found a friend in Anya.                                                        |    | |                                   |                                     |                                   |                      |      |
| 25 | 25 | "Kế hoạch tiếp cận <First Contact>" Chuyển ngữ: "Fāsuto Kontakuto" (tiếng Nhật: 接敵作戦) | Teruyuki Ōmine, Dai Ageo          | Daishirō Tanimura                   | Kazuhiro Furuhashi                | 24 tháng 12 năm 2022 | 2.3% |
| Loid infiltrates Eden Academy on the day of Imperial Scholar social gathering where Donovan Desmond is attending and gets to know that Damian is going to meet his father after the gathering. He uses the chance to make contact with Donovan and to probe him for intel. Although unsuccessful, he manages to catch a glimpse into Donovan's psyche and make an impression with his target, while defending Damian's feelings. After Loid departs, Damian finally has a short conversation with Donovan and receives a faint praise for his academic achievements. |    | |                                   |                                     |                                   |                      |      |

## Băng đĩa

### Bản tiếng Nhật
| Volume | Volume       | Tập         | Nhân vật đại diện (bìa) | Ngày phát hành | Nguồn. |
| ------ | ------------ | ----------- | ----------------------- | -------------- | ------ |
|        | 1            | Mật vụ 1–4  | Loid Forger             | July 20, 2022  | [ 12 ] |
| 2      | Mật vụ 5–8   | Anya Forger | September 21, 2022      |                | [ 12 ] |
| 3      | Mật vụ 9–12  | Yor Forger  | November 16, 2022       |                | [ 12 ] |
| 4      | Mật vụ 13–16 | Bond Forger | January 18, 2023        |                | [ 12 ] |
| 5      | Mật vụ 17–20 | Yuri Briar  | March 15, 2023          |                | [ 12 ] |
| 6      | Mật vụ 21–25 | Fiona Frost | May 17, 2023            |                | [ 12 ] |

### Bản tiếng Anh
| Volume       | Volume       | Tập         | Nhân vật đại diện (bìa)              | Ngày phát hành | Nguồn. |
| ------------ | ------------ | ----------- | ------------------------------------ | -------------- | ------ |
|              | Mùa 1 Phần 1 | Mật vụ 1–12 | Loid Forger, Anya Forger, Yor Forger | August 9, 2023 | [ 13 ] |
| Mùa 1 Phần 2 | Mật vụ 13–25 | N/A         | N/A                                  |                | [ 13 ] |